# Åbo Ångfartygsbolag
Åbo Ångfartygsbolag var det första bolaget för ångfartygstrafik i Finland. Det verkade åren 1835-1849 med Åbo som hemhamn.
Aktiebolaget som inledde aktieteckning 1834 syftade till att år 1836 inleda ångbåtstrafik mellan dels Åbo och Stockholm, dels Åbo och Sankt Petersburg. Initiativtagare var två handlande i Åbo och för rederifrågan tillsattes en kommitté med fem medlemmar. Kommittén utverkade ett privilegium på att under sex år ensamt få upprätthålla persontrafik längs Finlands sydkust. 
Bolaget beställde sitt första fartyg hos varvet Fletcher & Faernell i London. Fartyget fick namnet S/S Storfursten och fick ett skrov i ek, hade två ångmaskiner om vardera 40 hästkrafter och drevs fram med skovelhjul. Det nådde Åbo våren 1837. Det andra av bolagets fartyg, S/S Furst Menschikoff, byggdes på Gamla varvet i Åbo. Det var byggt i furu med kopparförhydning och försågs med ett i Motala byggt maskineri om 90 hästkrafter. Fartyget anlöpte i oktober 1836 fullt utrustat Åbo hamn. Den 9 maj 1837 avgick fartyget till Stockholm med 24 passagerare ombord. S/S Storfursten trafikerade till en början linjen Åbo – Helsingfors – Tallinn – Sankt Petersburg men efter en tid trafikerade båda fartygen hela linjen Stockholm – Åbo – Sankt Petersburg.
Bolagets verksamhet var framgångsrik och man kunde redan 1841 beställa ett tredje ångfartyg i London. Det var av ek och hade ett 100 hästkrafters maskineri. I maj 1842 anlände fartyget som hade fått namnet S/S Finland till Åbo. Fartyget var tänkt att betjäna den persontrafik som gick från kontinenten över Sverige och Finland till Sankt Petersburg men fick rysk konkurrens på linjen Petersburg – Riga – Lübeck. S/S Finland såldes därför redan 1845 till Wismar. År 1849 gick sedan hela bolaget i konkurs.